# Rissoides barnardi
Rissoides barnardi is een bidsprinkhaankreeftensoort uit de familie van de Squillidae. De wetenschappelijke naam van de soort is voor het eerst geldig gepubliceerd in 1975 door Manning.